# 東京都市計画道路幹線街路放射第10号線
東京都市計画道路幹線街路放射第10号線（とうきょうとしけいかくどうろかんせんがいろほうしゃだい10ごうせん）は、東京都千代田区大手町から北区岩淵町に至る都市計画道路である。

## 概要
新荒川大橋付近の支線（国道122号）は完成しているが、本線となる部分は未着手である。事業着手が検討されており、完成すれば補助第89号線とつながる（本線は東に折れている）。

### 本線
- 起点：東京都千代田区大手町（大手町交差点）
- 終点：東京都北区岩淵町（新荒川大橋）
- 総延長：（不明）m
- 標準幅員：27mまたは30m

### 支線1
- 起点：東京都北区岩淵町（新荒川大橋交差点）
- 終点：東京都北区赤羽（赤羽交差点）
- 総延長：（不明）m
- 標準幅員：25m

## 区間と通称および主な接続路線
路線名は以下の略称で表す（国道x号→国x、都道yyy号○○△△線→都yyy）

### 本線
大手町交差点：国1・都403（永代通り）・国1（日比谷通り）
　｜　都403（日比谷通り）
神田橋交差点：都402（外堀通り）
　｜　本郷通りを参照
飛鳥山交差点：国122（明治通り）
　｜　国122（明治通り）
北区王子1丁目（王子駅前）：都307（明治通り）
　｜　国122（北本通り）
王子三丁目交差点都306
　｜　国122（北本通り）
宮堀交差点：都318（環七通り）
　｜　国122（北本通り）
赤羽岩淵駅交差点：国122（北本通り）
　｜　未開通
新荒川大橋交差点：国122（北本通り）
　｜　国122（北本通り）
北区岩淵町（新荒川大橋）：国122

### 支線1
新荒川大橋交差点：国122（北本通り）
　｜　国122（北本通り）
赤羽交差点：国122（北本通り）・都311（環八通り）